# Voces de Primavera
«Voces de Primavera» (título original en alemán, Frühlingsstimmen), op. 410, es un vals compuesto por Johann Strauss hijo en el año 1882.
Fue concebido como un vals para solista con acompañamiento de coro, para ser interpretado por la soprano Bertha Schwarz en un concierto benéfico celebrado en el Theater an der Wien, en favor de la «Fundación para los indigentes austrohúngaros de Leipzig del Emperador Francisco José y la Emperatriz Isabel». Tras la actuación, Bianca Bianchi alcanzó renombre como miembro de la Ópera Estatal de Viena.
El tema ha sido ampliamente empleado a lo largo de la historia como acompañamiento de diversos espectáculos audiovisuales. Así, por ejemplo, Los Tres Chiflados lo utilizaron en sus cortometrajes Micro-Phonies y Brideless Groom.
Forma parte de bandas sonoras de películas como Carros de Fuego o La gran ilusión, de Jean Renoir.
En 1976, Brian May utilizó la melodía del vals para componer «The Millionaire Waltz», como parte del álbum A Day at the Races de Queen.